# RengoVisión
RengoVisión fue un canal de televisión por cable chileno de la comuna de Rengo, Región de O'Higgins. Se emitió a través del canal 56 de TV Cable Central, donde se transmitieron diferentes programas de corte local, además de segmentos musicales e informativos.

## Historia
El canal fue fundado por Radio Rengo, después del incendio que afectó a sus instalaciones. Sus primeras transmisiones fueron hechas en blanco y negro, exceptuando el logotipo del canal, el cual daba la sensación de que la estación pronto progresaría. El 4 de junio de 2005, RengoVisión inició oficialmente sus transmisiones, exhibiendo contenidos propuestos por el Colegio Antilén de la comuna. Al día siguiente, comenzaron a emitirse videos musicales en el canal.
Con el pasar de los días, RengoVisión abre su área de prensa, y suma a su parrilla programática Radio Rengo Noticias, espacio emitido en dúplex con su radio estación hermana y perteneciente al mismo holding. Incluso se llegaron a hacer diferentes despachos de prensa en vivo, transmisiones que se hacían de manera muy artesanal en donde un joven equipo conformado por Patricio Salas Díaz (director de Prensa) y Manuel Tralcal Muñoz (director de Televisión) dieron vida a este sueño que era contar con un canal de televisión local.
En junio de 2006, Rengovisión cerró sus transmisiones por problemas económicos. El último contenido emitido por el canal fue el vídeo Space Cowboy de Jamiroquai; posteriormente, el logotipo se disolvió en pantalla lentamente. Dos minutos después, la transmisión se cortó definitivamente. 
- Datos: Q6105538